# Palazzo Cesaroni
Palazzo Cesaroni è un palazzo neoclassico di Perugia. Situato in piazza Italia, è sede dell'Assemblea legislativa dell'Umbria. 

## Storia
Palazzo Cesaroni venne costruito, "a decoro di Perugia", su iniziativa di un influente esponente della borghesia cittadina, Ferdinando Cesaroni, che affidò il progetto all'architetto Guglielmo Calderini. Il palazzo conserva il maggiore ciclo di affreschi in stile Liberty della città, realizzati da Annibale Brugnoli e Domenico Bruschi.
I lavori furono eseguiti in poco più di due anni e terminarono nel 1898, sotto la direzione dell'ingegner Rombaldoni.  Il palazzo non venne mai abitato dal suo proprietario e nel corso degli anni venne destinato a diversi usi. Una delle sue sale ospitò dapprima i nuovi Uffici delle Regie Poste mentre il resto del palazzo divenne un lussuoso albergo con il nome di Palace Hotel. 

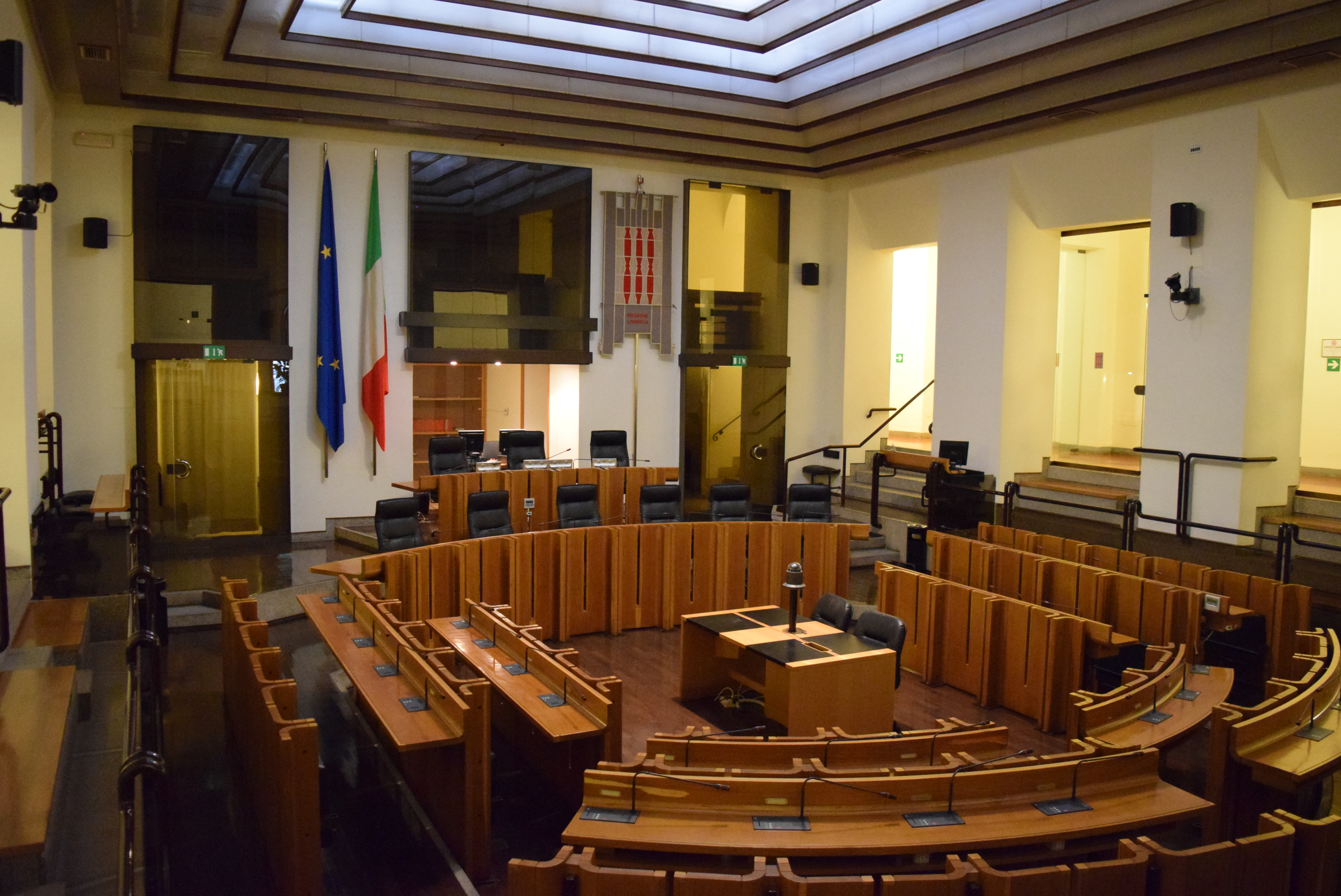
Aula dell'Assemblea legislativa dell'Umbria

Nel 1925 il palazzo fu acquistato dall'Istituto Nazionale delle Assicurazioni (INA). Al posto del Palace Hotel s'insediarono all'interno dell'edificio la Camera di Commercio e l'Accademia dei Filedoni (un'associazione culturale che rimase in queste mura sino a tutti gli anni 60 del Novecento) e infine l'Agenzia generale dell'INA e di Assitalia (compagnie d'assicurazione). L'ultimo piano e la torretta, intorno agli anni 50, fu la residenza dei coniugi Brajo Fuso ed Elisabetta Rampielli; qui i coniugi erano soliti accogliere nel loro salotto letterario: Argan, Guttuso, Burri, Dottori, Moravia, Ungaretti, Zavattini ecc.
Agli inizi degli anni 70 il palazzo versava in cattive condizioni, al punto che il Consiglio regionale dell'Umbria chiese all'INA di poter acquisire il palazzo per stabilirvi il proprio quartier generale. Palazzo Cesaroni divenne quindi il 23 giugno 1977 sede del Consiglio regionale, e divenne definitivamente di proprietà della Regione Umbria nel 1999.

## Architettura
Palazzo Cesaroni è stato costruito in stile neoclassico su modello dei palazzi romani cinquecenteschi. Di notevole pregio al suo interno è il ciclo di affreschi realizzato da Domenico Bruschi e Annibale Brugnoli denominato La danza delle ore.